# Patriot Budapest
A Patriot Budapest megszűnt professzionális junior jégkorong klub, mely az orosz MHL (oroszul: Молодежная Хоккейная Лига (МХЛ)) sorozatban indult, mely a Kontinentális Jégkorong Liga (KHL) junior ligája. A csapat székhelye Budapest, otthona a Jégpalota volt.

## Története
Egy az MHL-ben induló csapat tervezése 2011-ben kezdődött. Kezdetben a Szlovák Jégkorongszövetséggel tárgyaltak, de nem sikerült megállapodni, így végül Magyarországot választották a csapat székhelyének. A csapatot egy magyarországi cég, a Hockey Management KFT üzemeltette. Ennek tagjai a CEE Investment Holding (52%), melynek Skodák exportja volt a tevékenységi köre; Radim Dvorák (25%) ügyvezető, a Sparta Praha korábbi igazgatója valamint Igor Knyazev Csehországban élő orosz magánszemély. Az MHL-induláshoz szükséges 1 millió dolláros fedezetet a CEE Investment biztosította.
A klub 2012 nyarán kezdte meg a működését. Első edzője a cseh Petr Novak, segítője Igor Tóth volt. Az MHL július 27-én jelentette be hivatalosan, hogy a Patriotot felvették a liga csapatai közé. Első mérkőzésüket augusztus 11-én, Székesfehérváron játszották a Fehérvár AV19 junior csapata ellen. Az MHL-ben szeptember 2-án mutatkoztak be Karlovy Varyban. Az első bajnoki gólt Edmund Piačka érte el. Novemberben menesztették Petr Novak vezetőedzőt, helyét Igor Tóth vette át, akit 2013 januárjában Artur Oktyabrjov váltott. Még ebben a hónapban a Patriot két mérkőzésre nem utazott el, mert a játékosoknak nem volt megfelelő egészségügyi biztosítása. Ugyanekkor nyilvánosságra került az is, hogy a klub a játékosok egy részének több hónapnyi bérrel tartozik. Az MHL pedig azt az információt közölte, hogy a Patriot tulajdonosai között vita tört ki. Az egyik fél pénzügyi szabálytalanságokkal vádolta a másik csoportot. A Patriot utolsó oroszországi túráján Oktyabrjev elhagyta a csapatot. A bajnokság végéig a tiszteletbeli elnök, a korábbi világbajnok Milan Nový lett a megbízott edző. A bajnokságot a csapat 2,5-3 sorral játszva fejezte be és végül a nyugati főcsoport 16., utolsó előtti helyén végzett.
A 2013 nyarán a szlovák Ladislav Sipisiak lett az edző. A csapat a továbbiakban Patriot SKEX néven szerepelt. A bajnoki szezon első két hazai meccsét elhalasztották, majd két fehéroroszországi összecsapásra nem utaztak el vízum és egészségügyi engedélyek hiányában. Az ötödik mérkőzésre éjfélkor érkeztek Moszkvába. Reggel kilencig a reptéren várakoztak, ezért ez az összecsapás is elmaradt. Majd adminisztratív okok miatt a következő meccset sem játszották le. Szeptember 23-án az MHL ultimátumot adott a Patriotnak: rendezniük kell minden tartozásukat a korábbi játékosok és a liga felé, valamint minden dokumentációnak, engedélynek, igazolásnak is rendelkezésre kell állnia. Szeptember 26-án az MHL kizárta a Patriotot a bajnokságból.

## Vezetőedzők
- Petr Novak  (2012)
- Igor Tóth  (2012–2013)
- Artur Oktyabrjov  (2013)
- Milan Nový  (2013)
- Ladislav Sipišiak  (2013)

## Játékoskeret
A 2012–13-as szezonban a Patriot Budapest játékoskerete:
| Mez | Nemzet | Poszt  | Név              | Született    | Kor   | Mag.   | Súly  | Ütő |
| --- | ------ | ------ | ---------------- | ------------ | ----- | ------ | ----- | --- |
| 58  | SVK    | kapus  | Marko Boraroš    | 1993. 5. 31. | 19 év | 183 cm | 87 kg | L   |
| 92  | CZE    | kapus  | Jan Ilašenko     | 1992. 2. 10. | 20 év | 176 cm | 74 kg | L   |
| 1   | HUN    | kapus  | Vay Ádám         | 1994. 3. 22. | 18 év | 196 cm | 95 kg | L   |
| 10  | SVK    | védő   | David Bajaník    | 1993. 1. 18. | 19 év | 189 cm | 88 kg | P   |
| 60  | CZE    | védő   | Michael Dvořák   | 1992. 9. 19. | 20 év | 190 cm | 90 kg | L   |
| 93  | SVK    | védő   | Matůš Holeša     | 1993. 9. 15. | 19 év | 190 cm | 93 kg | L   |
| 21  | RUS    | védő   | Ilja Kocsubej    | 1994. 8. 2.  | 18 év | 182 cm | 75 kg | L   |
| 14  | CZE    | védő   | Václav Kolařík   | 1993. 9. 20. | 19 év | 183 cm | 77 kg | L   |
| 69  | SVK    | védő   | Dominik Kubica   | 1992. 1. 29. | 20 év | 181 cm | 89 kg | L   |
| 27  | CZE    | védő   | Ondřej Nedvěd    | 1992. 7. 29. | 20 év | 180 cm | 92 kg | P   |
| 67  | RUS    | védő   | Mihail Potěchin  |              |       |        |       |     |
| 17  | CZE    | védő   | Matěj Soukup     | 1991. 4. 17. | 21 év | 191 cm | 95 kg | L   |
| 6   | SVK    | védő   | Peter Trávniček  | 1992. 6. 18. | 20 év | 180 cm | 83 kg | L   |
| 7   | SVK    | védő   | Tomáš Varholik   | 1992. 7. 28. | 20 év | 175 cm | 78 kg | L   |
|     | CZE    | védő   | Tomáš Veselý     | 1993. 3. 2.  | 19 év | 181 cm | 86 kg | L   |
| 26  | RUS    | támadó | Anton Berlov     |              |       |        |       |     |
| 20  | SVK    | támadó | Miroslav Božík   | 1992. 7. 6.  | 20 év | 178 cm | 78 kg | L   |
| 18  | SVK    | támadó | Karol Csanyi     | 1991. 1. 24. | 21 év | 183 cm | 85 kg | L   |
| 29  | SVK    | támadó | Tomáš Daniška    | 1991. 5. 29. | 21 év | 179 cm | 85 kg | L   |
| 16  | SVK    | támadó | Vladimír Dolník  | 1993. 1. 10. | 19 év | 188 cm | 90 kg | L   |
| 24  | HUN    | támadó | Fekti Ádám       | 1992. 5. 6.  | 20 év | 190 cm | 92 kg | L   |
| 88  | RUS    | támadó | Ruszlan Gelfanov |              |       |        |       |     |
| 90  | SVK    | támadó | Michal Glemba    | 1992. 12. 2. | 20 év | 183 cm | 85 kg | L   |
| 4   | HUN    | támadó | Hardi Richárd    | 1993. 5. 4.  | 19 év | 183 cm | 84 kg | L   |
| 15  | SVK    | támadó | Martin Kalináč   | 1992. 4. 4.  | 20 év | 168 cm | 72 kg | P   |
| 8   | SVK    | támadó | Matůš Kamzik     | 1992. 12. 3. | 20 év | 184 cm | 90 kg | L   |
|     | SVK    | támadó | Michal Kluka     | 1992. 1. 5.  | 20 év | 178 cm | 75 kg | L   |
| 9   | CZE    | támadó | Martin Kuřítko   | 1991. 9. 20. | 21 év | 185 cm | 87 kg | L   |
|     | SVK    | támadó | Jakub Melichar   | 1992. 3. 13. | 20 év | 183 cm | 88 kg | L   |
| 5   | HUN    | támadó | Nemes Benjamin   | 1993. 3. 18. | 19 év | 182 cm | 83 kg | L   |
| 39  | SVK    | támadó | Edmund Piačka    | 1992. 9. 11. | 20 év | 180 cm | 75 kg | P   |
| 12  | SVK    | támadó | David Priganc    | 1995. 1. 2.  | 17 év | 177 cm | 80 kg | P   |
| 61  | SVK    | támadó | Michal Šalka     | 1993. 4. 19. | 19 év | 190 cm | 86 kg | L   |